# Peercoin
Peercoin (відома також як  'PPCoin'  і  'PPC' ) — пірінгова платіжна система, створена в серпні 2012 року розробниками Скоттом Недалом і Санні Кінгом. Використовує гібридну систему отримання нових peercoin — через доказ виконаної роботи (POW) або через підтвердження володіння (POS). Використовує функцію SHA-256 як алгоритм хешування.
Технічна реалізація Peercoin має багато спільного з «Bitcoin» Початковий код Peercoin поширюється під ліцензією MIT/X11.
Особливістю Peercoin є відсутність жорсткого обмеження на обсяг емісії, але розрахована на те, щоб в кінцевому підсумку річний приріст становить приблизно 1 %.

## Транзакції
Структура блокчейну Peercoin аналогічна блокчейну Біткойна, використовується хешування SHA-256 та технологія PoW — новий блок додається, коли знайдено досить мале значення хешу. Середній час генерації нового блоку близько 10 хвилин.
Транзакції в Peercoin є незворотними, тобто немає механізму повернути peercoin при помилці, шахрайстві, зміні намірів. Онлайн-сервіси дозволяють обміняти Peercoin на фіатні гроші, Bitcoin та інші криптовалюти.

### Адреси
Платежі в мережі Peercoin виконується за адресами, заснованих на цифрових підписах. Вони являють собою рядки з 34 символів, які завжди починаються з латинської літери «P». Одному користувачеві можна створювати і використовувати необмежену кількість адрес.

## Емісія
Нові peercoin можуть бути отримані двома різними способами: через майнінг або форжинг. Нові блоки формуються в середньому за 10 хвилин.
Форжінг винагороджує користувачів пропорційно монетам, які вони утримують (з розрахунку 1 % річних). У довгострокових планах поступове скорочення обсягу майнінгу і акцент на форжінг. Відмова від майнінгу може привести до збільшення винагороди від форжингу.
Сумарна кількість peercoin змінюється нелінійно. При збільшенні загальної кількості в 16 разів винагорода за нові блоки скорочується вдвічі. Обов'язкова комісія на користь системи за кожну транзакцію призводить до деякого зменшення швидкості збільшення кількості peercoin і може привести до його стабілізації.

## Відмінні риси

### Два типу емісії
Головною відмінною рисою Peercoin є те, що використовується гібридна система емісії — доказ володіння та доказ виконання роботи. Біткойн використовує тільки доказ виконання роботи. Використання доказу володіння не створює додаткове навантаження на процесор, що не призводить до значних додаткових витрат на електроенергію.

### Комісія за транзакцію
Peercoin спроектований таким чином, що транзакційні збори знімаються на користь протоколу (в даний час 0,01 PPC / кілобайт). Плата за транзакцію фіксована на рівні протоколу і «знищується», а не переходить до створювача чергового блоку. Це знижує підсумкову емісію, служить для саморегулювання обсягу транзакцій і зменшення мережевого спаму.

### Контрольні точки
Згідно з документом про Peercoin, використовується централізоване поширення інформації про контрольні точки блокчейну.